# Patti LuPone
Patti Ann LuPone (Condado de Suffolk, 21 de abril de 1949) é uma atriz e cantora americana. Ela é mais conhecida por interpretar Libby Thatcher em Life Goes On, Joan Clayton e Dra. Seward em Penny Dreadful e Lilia Calderu em Agatha All Along.

## Filmografia

### Cinema
| Ano  | Título                       | Papel                  | Notas          |
| ---- | ---------------------------- | ---------------------- | -------------- |
| 1979 | 1941                         | Lydia Hedberg          |                |
| 1982 | Fighting Back                | Lisa D'Angelo          |                |
| 1985 | Witness                      | Elaine                 |                |
| 1986 | Wise Guys                    | Wanda Valentini        |                |
| 1989 | Driving Miss Daisy           | Florine Werhan         |                |
| 1993 | Family Prayers               | Aunt Nan               |                |
| 1999 | The 24 Hour Woman            | Joan Marshall          |                |
| 1999 | Summer of Sam                | Helen                  |                |
| 1999 | Just Looking                 | Sylvia Levine Polinsky |                |
| 2000 | State and Main               | Sherry Bailey          |                |
| 2000 | Cold Blooded                 | Van Klerk              |                |
| 2001 | Heist                        | Betty Croft            |                |
| 2001 | The Victim                   | Sandy                  | Curta-metragem |
| 2002 | City by the Sea              | Maggie                 |                |
| 2011 | Company                      | Joanne                 |                |
| 2011 | Portraits in Dramatic Time   | Ela mesma              |                |
| 2011 | Union Square                 | Lucia                  |                |
| 2013 | Parker                       | Ascension              |                |
| 2016 | The Comedian                 | Florie Berkowitz       |                |
| 2019 | Cliffs of Freedom            | Yia-Yia                |                |
| 2019 | Last Christmas               | Joyce                  |                |
| 2022 | The School for Good and Evil | Sra. Deauville         |                |
| 2023 | Beau Is Afraid               | Mona Wassermann        |                |

### Televisão
| Ano       | Título                                                         | Papel                                   | Notas                                                |
| --------- | -------------------------------------------------------------- | --------------------------------------- | ---------------------------------------------------- |
| 1976      | The Time of Your Life                                          | Kitty Duval                             | Telefilme                                            |
| 1977      | The Andros Targets                                             | Sharon Walker                           | 2 episódios                                          |
| 1984      | Love Cycle: A Soap Operetta                                    | Rachel Burston                          | Telefilme                                            |
| 1984      | Piaf                                                           | Narradora                               | Telefilme                                            |
| 1985      | America's Musical Theater                                      | Moll                                    | Episódio: "The Cradle Will Rock"                     |
| 1987      | Un siciliano in Sicilia                                        | Vincenzina                              | 3 episódios                                          |
| 1987      | Cowboy Joe                                                     | Linda Tidmunk                           | Telefilme                                            |
| 1987      | LBJ - The Early Years                                          | Claudia Alta 'Lady Bird' Taylor Johnson | Telefilme                                            |
| 1989-1993 | Life Goes On                                                   | Libby Thatcher                          | 83 episódios                                         |
| 1992      | The Water Engine                                               | Rita Lang                               | Telefilme                                            |
| 1993-1998 | Frasier                                                        | Pam / Tia Zora Crane                    | 2 episódios                                          |
| 1995      | The Song Spinner                                               | Zantalaia                               | Telefilme                                            |
| 1996      | Remember WENN                                                  | Grace Cavendish                         | Episódio: "There But for the Grace"                  |
| 1996      | Her Last Change                                                | Joanna Saxen                            | Telefilme                                            |
| 1996-1997 | Law & Order                                                    | Ruth Miller                             | 2 episódios                                          |
| 1999      | Encore! Encore!                                                | Crítica de vinho                        | Episódio: "A Review to Remember"                     |
| 1999      | Bonanno: A Godfather's Story                                   | Senhorita C. Canzinarra                 | Telefilme                                            |
| 2001      | Touched by an Angel                                            | Alice Dupree                            | Episódio: "Thief of Hearts"                          |
| 2001      | Sweeney Todd: The Demon Barber of Fleet Street in Concert      | Sra. Lovett                             | Telefilme                                            |
| 2002      | Life at Five Feet                                              | Sra. Marshack                           | Telefilme                                            |
| 2002      | Monday Night Mayhem                                            | Emmy Cosell                             | Telefilme                                            |
| 2003      | In-Laws                                                        | Rochelle Landis                         | Episódio: "Mother's Nature"                          |
| 2003      | Oz                                                             | Stella Coffa                            | 7 episódios                                          |
| 2005-2007 | Great Performances                                             | Leocadia Begbick / Uma senhora velha    | 2 episódios                                          |
| 2005      | Will & Grace                                                   | Ela mesma                               | Episódio: "Bully Woolley"                            |
| 2005      | Live from Lincoln Center                                       | Fosca                                   | Episódio: "American Songbook - Passion"              |
| 2007      | Ugly Betty                                                     | Sra. Weiner                             | Episódio: "Don't Ask, Don't Tell"                    |
| 2009-2012 | 30 Rock                                                        | Sylvia Rossitano                        | 3 episódios                                          |
| 2010      | Open Books                                                     | Roz                                     | Telefilme                                            |
| 2011      | The Miraculous Year                                            | Veronica                                | Telefilme                                            |
| 2011      | Glee                                                           | Ela mesma                               | Episódio: "New York"                                 |
| 2012      | Army Wives                                                     | Srta. Galassini                         | Episódio: "Battle Scars"                             |
| 2013      | People in New Jersey                                           | Rachel Levin                            | Telefilme                                            |
| 2013-2014 | American Horror Story: Coven                                   | Joan Ramsey                             | 4 episódios                                          |
| 2014      | Girls                                                          | Ela mesma                               | 2 episódios                                          |
| 2015      | Law & Order: Special Victims Unit                              | Lydia Lebasi                            | Episódio: "Agent Provocateur"                        |
| 2015      | Dinner with Family with Brett Gelman and Brett Gelman's Family | Ela mesma                               | Telefilme                                            |
| 2015-2016 | Penny Dreadful                                                 | Joan Clayton / Dra. Seward              | 10 episódios                                         |
| 2016-2020 | Steven Universe                                                | Diamante Amarelo                        | 10 episódios                                         |
| 2017      | Crazy Ex-Girlfriend                                            | Rabbi Shari                             | Episódio: "Will Scarsdale Like Josh's Shayna Punim?" |
| 2017      | BoJack Horseman                                                | Mimi Stilton                            | Episódio: "The Judge"                                |
| 2017-2021 | Vampirina                                                      | Nanpire                                 | 19 episódios                                         |
| 2018      | Mom                                                            | Rita                                    | Episódio: "A Taco Bowl and a Tubby Seamstress"       |
| 2019      | The Simpsons                                                   | Cheryl Monroe                           | Episódio: "The Girl on the Bus"                      |
| 2019      | Pose                                                           | Frederica Norman                        | 5 episódios                                          |
| 2019      | Steven Universe: The Movie                                     | Diamante Amarelo                        | Telefilme                                            |
| 2020      | Hollywood                                                      | Avis Amberg                             | 7 episódios                                          |
| 2020      | Penny Dreadful: City of Angels                                 | Vocalista                               | Episódio: "Hide and Seek"                            |
| 2021      | Central Park                                                   | Roberta McCullough                      | Episódio: "Down to the Underwire"                    |
| 2021      | F Is for Family                                                | Nora Murphy                             | 3 episódios                                          |
| 2022      | American Horror Story: NYC                                     | Kathy Pizazz                            | 10 episódios                                         |
| 2024      | Agatha All Along                                               | Lilia Calderu                           | 7 episódios                                          |
| 2025      | And Just Like That...                                          | Gianna 'Gia' Amato                      | 3 episódios                                          |

### Teatro
| Ano  | Título                                         | Papel                                    | Notas        |
| ---- | ---------------------------------------------- | ---------------------------------------- | ------------ |
| 1972 | The School for Scandal                         | Lady Teazle                              | Off-Broadway |
| 1972 | Women Beware Women                             | Bianca                                   | Off-Broadway |
| 1972 | The Hostage                                    | Colette / Kathleen                       | Off-Broadway |
| 1972 | The Lower Depths                               | Natasha                                  | Off-Broadway |
| 1972 | Next Time I'll Sing To You                     | Lizzie                                   | Off-Broadway |
| 1973 | Three Sisters                                  | Irina                                    | Broadway     |
| 1973 | The Beggar's Opera                             | Lucy Lockit                              | Broadway     |
| 1973 | Measure for Measure                            | Um Menino / Senhora da Cidade / Julietta | Broadway     |
| 1973 | Les fourberies de Scapin                       | Hyancinthe                               | Broadway     |
| 1974 | Next Time I'll Sing To You                     | Lizzie                                   | Broadway     |
| 1975 | The Robber Bridegroom                          | Rosamund                                 | Broadway     |
| 1975 | Edward II                                      | Príncipe Edward                          | Broadway     |
| 1975 | The Time of Your Life                          | Kitty Duval                              | Broadway     |
| 1975 | Three Sisters                                  | Irina                                    | Broadway     |
| 1977 | The Water Engine                               | Rita                                     | Off-Broadway |
| 1978 | The Water Engine                               | Lily La Pon / Rita                       | Broadway     |
| 1978 | Working                                        | Nora Watson / Roberta Victor             | Broadway     |
| 1979 | Evita                                          | Eva Perón                                | Broadway     |
| 1982 | The Woods                                      | Ruth                                     | Off-Broadway |
| 1982 | Edmond                                         | Esposa de Edmond                         | Off-Broadway |
| 1983 | The Cradle Will Rock                           | Prostituta / Irmã Mister                 | Off-Broadway |
| 1984 | Oliver!                                        | Nancy                                    | Broadway     |
| 1984 | Accidental Death of an Anarchist               | A Repórter                               | Broadway     |
| 1987 | Anything Goes                                  | Reno Sweeney                             | Broadway     |
| 1995 | Master Class                                   | Maria Callas                             | Broadway     |
| 1997 | The Old Neighborhood                           | Jolly                                    | Broadway     |
| 2001 | Noises Off                                     | Dotty Ottley                             | Broadway     |
| 2005 | Sweeney Todd: The Demon Barber of Fleet Street | Sra. Lovett                              | Broadway     |
| 2008 | Gypsy                                          | Rose                                     | Broadway     |
| 2010 | Women on the Verge of a Nervous Breakdown      | Lucia                                    | Broadway     |
| 2012 | The Anarchist                                  | Cathy                                    | Broadway     |
| 2015 | Shows for Days                                 | Irene                                    | Off-Broadway |
| 2017 | War Paint                                      | Helena Rubinstein                        | Broadway     |
| 2021 | Company                                        | Joanne                                   | Broadway     |
| 2024 | The Roommate                                   | Robyn                                    | Broadway     |

## Discografia

### Álbuns de estúdio
- 1993: Lupone Live! (Highlights)
- 1995: Heatwave - Patti Lupone Sings Irving Berlin
- 1999: Matters of the Heart
- 2005: Lady With The Torch... Still Burning
- 2006: The Lady With the Torch
- 2024: A Life in Notes

### Álbuns ao vivo
- 1993: Patti LuPone: Live
- 2008: Patti LuPone at Les Mouches (Live)
- 2013: Far Away Places: Live at 54 Below
- 2017: Don't Monkey with Broadway